# Presidente de la Comisión Económica Euroasiática
El Presidente de la Comisión Económica Eurasoasiática es el cargo de la autoridad política, que se ajusta a los tratatos constitutivos, preside la Comisión Económica Euroasiática, organismo superior de la Unión Económica Euroasiática. Entre 2016 y 2020 su titular fue el diplomático armenio Tigran Sargsyan.
Desde 2020 el cargo es ocupado por el académico bielorruso Mijaíl Miasnikóvich.